# Transportujuća ATPaza teihoinske kiseline
Transportujuća ATPaza teihoinske kiseline (EC 3.6.3.40) je enzim sa sistematskim imenom ATP fosfohidrolaza (eksport teihoinske kiseline). Ovaj enzim katalizuje sledeću hemijsku reakciju
ATP + 2O + teihonska kiselinain {\displaystyle \rightleftharpoons } ADP + fosfat + teihonska kiselinaout
Ova ATPaza ABC-tipa je karakteristična po prisustvu dva slična ATP-vezujuća domena.

## Spoljašnje veze
- Teichoic-acid-transporting+ATPase на 